# Équipe du Brésil de football à la Coupe du monde 2002
L'équipe du Brésil de football à la Coupe du monde 2002 est la délégation représentant le Brésil pour la 17e fois à une Coupe du monde.
Déjouant les pronostics, Cafu et ses coéquipiers ramènent un cinquième titre mondial, record en la matière. Un exploit d'autant plus incroyable que le Brésil, chahuté au cours des éliminatoires, sort d'une longue période de troubles. Entraînée dans la spirale du succès par son trio des 3R (Rivaldo-Ronaldo-Ronaldinho), la Seleçao, pour sa troisième finale consécutive, efface l'échec de France 98.

## Éliminatoires
Pour une des premières fois de l'histoire de la Coupe du monde de football, l'équipe du Brésil ne fait pas partie des favoris à la victoire finale. La Seleçao boucle une campagne éliminatoire considérée comme médiocre où elle frôle à maintes reprises la non-qualification. Les commentateurs relient ces performances avec les fiascos la même année de la Coupe des confédérations et de la Copa América. Privé de Ronaldo pratiquement tout au long de leur parcours initial, les Auriverde orphelins accumulent les accidents de parcours. Jugée irrégulière et trop nerveuse par les observateurs de son pays, la Seleçao perd six de ses dix-huit rencontres préliminaires, du jamais vu. Faute de résultats probants au cours de cet écrémage dans la zone AmSud, le Brésil change à trois reprises de sélectionneur. Luiz Felipe Scolari reprend le flambeau transmis par Vanderlei Luxemburgo puis par Émerson Leão. Avec du travail et de la rigueur tactique, Scolari qualifie l'équipe. Mais, malgré les efforts consentis et le retour programmé de Rivaldo puis de Ronaldo, personne ne mise encore cette équipe convalescente et en évident déficit d'homogénéité. Avant le Mondial, Emerson se luxe l'épaule en repoussant banalement les frappes de ses coéquipiers sur la ligne de but à l'entraînement.

## Résumé
Les débuts dans la compétition, même dans un groupe C a priori abordable, ne rassurent personne. Ballotés par une Turquie sans complexe, les partenaires de Cafu menés à la pause (1-0) ne s'en sortent que par le talent des trois « R » (Rivaldo-Ronaldo-Ronaldinho) qui sauvent la maison auriverde à trois minutes de la fin. Les prestations face à la Chine (4-0) et le Costa Rica (5-2) ne permettent pas d'évaluer le réel potentiel d'un Brésil qui termine en tête de son groupe. En défense, Edmílson est trop enthousiaste et exaspère son entraîneur par son laxisme dans le marquage des attaquants adverses. À ses côtés, Roque Júnior et Lúcio prennent une nouvelle dimension. Dans les couloirs, l'expérience de Cafu et Roberto Carlos peinent à renforcer un ensemble encore hésitant.
L'ambition grandit quand les éliminations de la France et de l'Argentine débarrassent le Brésil de deux prétendants au titre. Toutefois, les Auriverde doivent lutter pour venir à bout d'une Belgique héroïque en huitième-de-finale (2-0). À la veille du quart face à l'Angleterre conquérante, les hommes de Scolari ne font pas figure de favoris. Il faut un concours de circonstances à l'heure de jeu et l'expulsion de Ronaldinho pour que le Brésil forme un groupe solidaire et maintienne sa courte avance (2-1). Lors de la demi-finale, Ronaldo marque le seul but (1-0) d'une rencontre durant laquelle de nouvelles têtes brillent : Gilberto Silva et Kléberson en épatant milieux relayeurs et Edílson comme électron libre d'une attaque désormais sûre de sa force. À son tour, l'Allemagne l'apprend à ses dépens au cours d'une finale inédite (2-0). À la 67e minute, Ronaldo marque le premier but d'un match très peu offensif, 12 minutes plus tard, il marque à nouveau. Après le coup de sifflet final de l'arbitre, le Brésil, en fête, est champion du monde pour la 5e fois de son histoire avec un Ronaldo extraordinaire, qui marque 8 buts (personne n'avait réussi à marquer au-delà de 6 buts depuis Grzegorz Lato en 1974). Le Brésil réédite l'exploit de 1970 en remportant sept victoires, sans match nul ni séance de tirs au but.

## Effectif
La liste des vingt-trois joueurs sélectionnés pour le mondial.
| Numéro / Nom       | Numéro / Nom        | Club                | Date de naissance | J.              | Buts            |                 |                 |                 |
| Gardiens de but    | Gardiens de but     | Gardiens de but     | Gardiens de but   | Gardiens de but | Gardiens de but | Gardiens de but | Gardiens de but | Gardiens de but |
| ------------------ | ------------------- | ------------------- | ----------------- | --------------- | --------------- | --------------- | --------------- | --------------- |
| 1                  | Marcos              | SE Palmeiras        | 04.08.1973        | 7               | -               | -               | -               | -               |
| 12                 | Dida                | SC Corinthians      | 07.10.1973        | -               | -               | -               | -               | -               |
| 22                 | Rogério Ceni        | São Paulo FC        | 22.01.1973        | -               | -               | -               | -               | -               |
| Défenseurs         |                     |                     |                   |                 |                 |                 |                 |                 |
| 2                  | Cafu                | AS Rome             | 07.06.1970        | 7               | -               | 1               | -               | -               |
| 3                  | Lúcio               | Bayer Leverkusen    | 08.05.1978        | 7               | -               | -               | -               | -               |
| 4                  | Roque Júnior        | Milan AC            | 31.08.1976        | 6               | -               | 1               | -               | -               |
| 6                  | Roberto Carlos      | Real Madrid         | 10.04.1973        | 6               | 1               | 1               | -               | -               |
| 5                  | Edmílson            | Olympique lyonnais  | 10.07.1973        | 6               | 1               | -               | -               | -               |
| 13                 | Belletti            | São Paulo FC        | 20.06.1976        | -               | -               | -               | -               | -               |
| 14                 | Anderson Polga      | Grêmio Porto Alegre | 09.02.1979        | 2               | -               | -               | -               | -               |
| 16                 | Júnior              | Parme FC            | 20.06.1973        | 1               | 1               | -               | -               | -               |
| Milieux de terrain |                     |                     |                   |                 |                 |                 |                 |                 |
| 18                 | Vampeta             | Fluminense FC       | 13.03.1974        | 1               | -               | -               | -               | -               |
| 23                 | Kaká                | São Paulo FC        | 22.04.1982        | 1               | -               | -               | -               | -               |
| 11                 | Ronaldinho          | Paris SG            | 21.03.1980        | 5               | 2               | 1               | -               | 1               |
| 10                 | Rivaldo             | Milan AC            | 19.04.1972        | 7               | 5               | -               | -               | -               |
| 8                  | Gilberto Silva      | Atlético Mineiro    | 07.10.1976        | 7               | -               | 1               | -               | -               |
| 15                 | Kléberson           | Atlético Paranaense | 19.06.1979        | 5               | -               | -               | -               | -               |
| 17                 | Denílson            | Betis Séville       | 24.08.1977        | 5               | -               | 1               | -               | -               |
| 19                 | Juninho Paulista    | CR Flamengo         | 22.02.1973        | 5               | -               | -               | -               | -               |
| 7                  | Ricardinho          | São Paulo FC        | 23.05.1976        | 3               | -               | -               | -               | -               |
| Attaquants         |                     |                     |                   |                 |                 |                 |                 |                 |
| 20                 | Edílson             | Cruzeiro EC         | 17.11.1971        | 4               | -               | -               | -               | -               |
| 9                  | Ronaldo             | Inter Milan         | 22.09.1976        | 7               | 8               | -               | -               | -               |
| 21                 | Luizão              | Grêmio Porto Alegre | 14.11.1975        | 2               | -               | -               | -               | -               |
| Sélectionneur      |                     |                     |                   |                 |                 |                 |                 |                 |
|                    | Luiz Felipe Scolari |                     | 09.11.1948        | -               | -               | -               | -               |                 |